# Steenbergen
Steenbergen és un municipi de la província del Brabant del Nord, al sud dels Països Baixos. L'1 de gener del 2009 tenia 23.202 habitants repartits sobre una superfície de 158,79 km² (dels quals 12,17 km² corresponen a aigua). Limita amb Oostflakkee (Holanda del Sud) i Moerdijk, a l'oest amb Tholen (Zelanda), a l'est amb Halderberge i al sud amb Bergen op Zoom i Roosendaal.

## Centres de població
- Steenbergen (12.440 h)
- Dinteloord (5.680 h)
- Nieuw-Vossemeer (2.400 h)
- Kruisland (2.340 h)
- De Heen (580)

## Ajuntament
- Steenbergen Anders 4 regidors
- PvdA 4 regidors
- CDA 3 regidors
- VVD 3 regidors
- Gemeentebelangen 3 regidors
- D66 2 regidors